# Rytidosperma maculatum
Rytidosperma maculatum är en gräsart som först beskrevs av Victor Dmitrievich Zotov, och fick sitt nu gällande namn av Henry Eamonn Connor och Elizabeth Edgar. Rytidosperma maculatum ingår i släktet kängurugräs (släktet), och familjen gräs. Inga underarter finns listade i Catalogue of Life.